# Sammelform

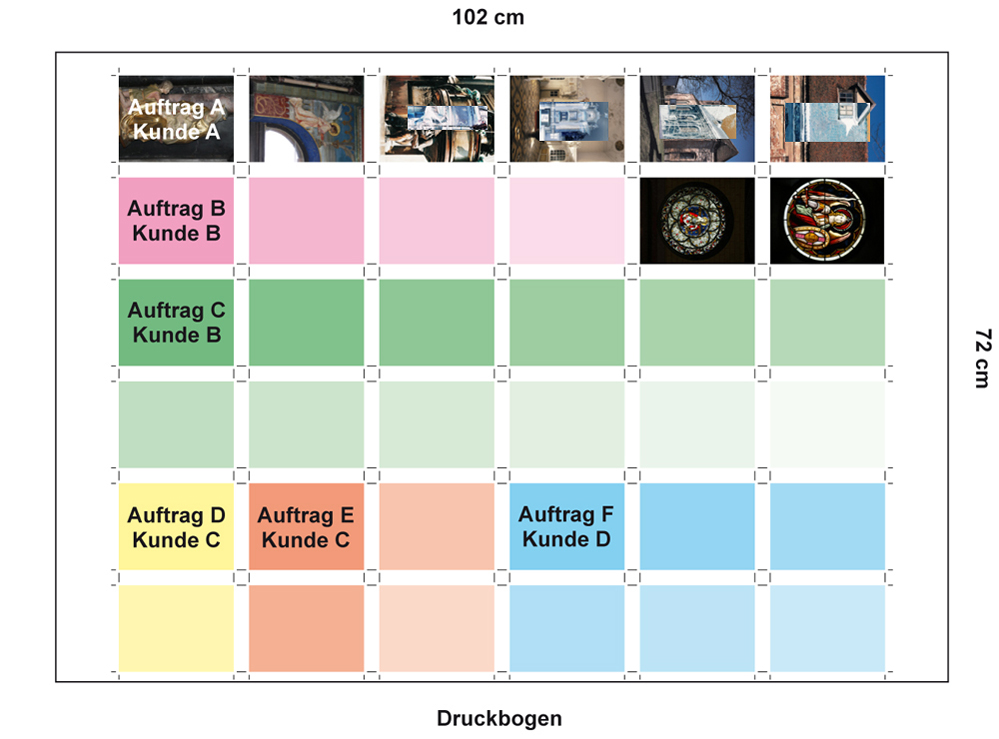
Sammelform mit 36 verschiedenen Motiven aus sechs Aufträgen von vier Auftraggebern

Eine Sammelform ist eine Druckform, die unterschiedliche Druckaufträge von in der Regel ähnlicher Auflage umfasst.
Voraussetzung für den Einsatz einer Sammelform sind identisches Druckpapier und gleicher oder ähnlicher Druckfarbeneinsatz (Vierfarbdruck mit und ohne Schmuckfarben, einfarbiger Druck mit und ohne Schmuckfarben o. Ä.). So können zum Beispiel in einer Sammelform im Vierfarbdruck plus Schmuckfarbe auch weitere Aufträge mitproduziert werden, die die Sonderfarbe nicht enthalten.
Zum Beispiel können auf einer Druckmaschine im 3b-Format (Druckbogengröße max. 102 cm × 72 cm) bei optimaler Ausnutzung 36 Karten im 
Postkartenformat DIN A6 (10,5 cm × 14,8 cm) in einem Druckgang gedruckt werden. Haben mehrere Kunden nun Karten mit ähnlicher Druckauflage und farbigem Motiv bestellt, können deren Aufträge in einer Druckform zusammengefasst gedruckt werden, was rationeller ist als sie jeweils einzeln, eventueller auf einer kleineren Druckmaschine, herzustellen.
Sammelformen werden also aus ökonomischen Gründen verwendet (z. B. Einsparung von Druckplatten, Reduzierung von Rüstzeiten), weil mit ihnen schneller und preiswerter unterschiedliche Aufträge ähnlicher Ausführungsart gedruckt werden können. Sie werden überwiegend von Internet-Druckereien verwendet, die sich auf Standard-Produkte (Briefpapier, Visitenkarten, Flyer in DIN-Formaten) spezialisiert haben, bei denen Papier und Formate immer wiederkehrend, und so besser planbar sind. Mittlerweile gibt es auf Sammelformen spezialisierte MIS- und Ausschießsysteme.
Nachteile einer Sammelform für den Kunden ist die so gut wie überhaupt nicht beeinflussbare kundenspezifische Farbführung.

## Sammelproof
Ebenfalls als Sammelform oder auch als Sammelproof (s. Proof) wird es bezeichnet, wenn die Bildmotive einer oder mehrerer Drucksachen (zum Beispiel eines Buches, Bildbandes usw.) zum Zweck der Farbprüfung und der optimalen Substratausnutzung in der Druckvorstufe gemeinsam auf einem großformatigen Proofdrucker ausgegeben werden. Gegenüber einer späteren Ausgabe zusammen mit eventuellen Textanteilen wird hier Material und Proofdruckerzeit eingespart.